# Pascal Rambeau
Pascal Rambeau (ur. 14 kwietnia 1972) – francuski żeglarz sportowy. Brązowy medalista olimpijski z Aten.
Brał udział w trzech igrzyskach olimpijskich (IO 00, IO 04, IO 08). W 2004 startował w klasie Star, Francuzi zajęli trzecie miejsce, partnerował mu Xavier Rohart. Rambeau był mistrzem świata w tej klasie w 2003 i 2005, srebrnym medalistą tej imprezy w 2007, brązowym w 2006. 